# Tsakhiagiin Elbegdorj
Tsakhiagiin Elbegdorj (tiếng Mông Cổ: Цахиагийн Элбэгдорж, latinh hóa: Cahiagiin Elbegdorƶ, đôi khi còn được gọi là Elbegdorj Tsakhia, sinh ngày 30 tháng 3 năm 1963) là Tổng thống thứ tư của Mông Cổ. Ông đã giành chiến thắng trong cuộc bầu cử tổng thống vào ngày 24 tháng 5 năm 2009 với vị thế là ứng cử viên của Đảng Dân chủ, ông trở thành vị tổng thống hay chủ tịch nước đầu tiên của Mông Cổ chưa từng là thành viên của Đảng Nhân dân Cách mạng Mông Cổ và cũng là vị tổng thống đầu tiên đã học tập tại phương Tây. Elbegdorj từng là một trong các lãnh đạo của cuộc cách mạng dân chủ Mông Cổ năm 1990, cuộc cách mạng đã chấm dứt 65 năm cộng sản tại Mông Cổ.
Elbegdorj từng đảm nhận vị trí Thủ tướng Mông Cổ hai lần, Phó chủ tịch Đại Khural Quốc gia (Nghị viện Mông Cổ) một lần, lãnh đạo phe đa số của nghị viện một lần, và cũng từng là nghị sĩ trong bốn nhiệm kỳ. Ông được biết đến là một người ủng hộ dân chủ và chính trị tự do. Elbegdorj cũng là người sáng lập báo Ardchilal (Dân chủ).

## Tiểu sử
Elbegdorj được sinh ra trong một gia đình du mục tại sum Zereg thuộc tỉnh Khovd vào ngày 30 tháng 3 năm 1963. Cha ông là, M. Tsakhia, từng là một người lính trong cuộc xung đột biên giới với Đế quốc Nhật Bản vốn dẫn đến chiến dịch Khalkhyn Gol. Elbegdorj hoàn thành tám năm học tại sum vào năm 1979. Sau đó, gia đình ông chuyển đến Erdenet, và tốt nghiệp tại trường Số 1 của Erdenet năm 1981.
Năm 1981/82, ông làm việc tại mỏ đồng Erdenet với vai trò thợ máy, đến năm 1982 ông đi nghĩa vụ quân sự. Được đứng đầu một đội trong Đoàn Thanh niên Cách mạng trong quân đội, ông được cử đi học tập để trở thành nhá báo và lý luận Mác-Lênin tại Học viện Chính trị Quân sự Liên Xô tại Lviv (Ukraina) từ năm 1983. Ông tốt nghiệp năm 1988 và sau đó làm việc tại báo quân đội Mông Cổ Ulaan Od (Sao Đỏ).
Sau nhiệm kì đầu làm thủ tướng, ông giành một năm học tập tại Trường Kinh tế của Đại học Colorado tại Boulder, và nhận được văn bằng vào năm 2001. Sau đó Elbegdorj dành thời gian nghiên cứu chuyên sâu tại Đại học Harvard và đã tốt nghiệp Trường Lãnh đạo John F. Kennedy của Đại học này với một tấm bằng Thạc sĩ Hành chính công (MPA) năm 2002.

## Gia đình
Elbegdorj và phu nhân là Bolormaa Khajidsuren đã quen nhau tại một bữa tiệc sinh viên tại Lviv, Ukraina. Họ kết hôn khi vẫn còn là sinh viên và sinh con đầu lòng tại Lviv. Họ hiện có bốn con trai và một con gái nuôi.

## Phong trào dân chủ
Trong thời gian học tập tại Liên Xô, Elbegdorj đã được học về Glasnost (công khai) và các khái niệm như tự do ngôn luận và kinh tế tự do. Sau khi trở về Mông Cổ, ông đã gặp gỡ với những người có cùng tư tưởng chính trị và đưa các tư tưởng đến với một không gian rộng lớn hơn, mặc dù các nỗ lực của ông bị Bộ Chính trị ngăn cản và giám đốc nơi làm việc đe dọa cho thôi việc. Khi phát biểu tại Đại hội Nghệ sĩ Trẻ Quốc gia lần thứ hai vào ngày 28 tháng 11 năm 1989, trong đoạn kết thúc, Elbegdorj đã nói rằng Mông Cổ cần dân chủ và yêu cầu giới trẻ cộng tác và tổ chức hoạt động để thiết lập dân chủ tại Mông Cổ. Ông đã nói với các đại biểu "Chúng tôi cho rằng Perestroika là một bước đi hợp thời và dũng cảm. Đóng góp của giới trẻ cho vấn đề cách mạng này không phải bằng các lời nói suông bày tỏ thông cảm mà cần bằng hành động thực tế. Đóng góp của chúng ta hướng đến mục tiêu của chúng ta. Mục tiêu của chúng ta là: "...ủng hộ dân chủ và minh bạch và góp phần tiến tới glasnost (công khai),... và ủng hộ lực lượng tiến bộ thực chất...vì điều này...Đó là mục tiêu của nhóm sáng kiến. Nhóm có thể tạo thành một tổ chức để hành động. Sau đại hội Tôi hi vọng chúng ta sẽ tập hợp và thảo luận và các bạn sẽ tham gia vào tổ chức này. Tổ chức sẽ dựa trên cơ sở công khai, tự nguyện và các nguyên tắc dân chủ."
Chủ tịch đại hội đã ngắt bài phát biểu của Elbegdorj và cảnh báo Elbegdorj rằng ông không thể nói những điều như vậy. Đó là năm 1989 và Mông Cổ đã là một đất nước cộng sản trong suốt 68 năm còn Đảng Nhân dân Cách mạng Mông Cổ (MPRP) đã từng áp bức những người có quan điểm khác so với chủ nghĩa cộng sản hay chủ nghĩa xã hội trong quá khứ. Sau đó, có hai người trẻ đã gặp Elbegdorj và cả ba đồng ý thành lập phong trào dân chủ và truyền tải các thông điệp một cách bí mật trong giới trẻ. Ba người này cũng mười người khác sau đó trở thành mười ba lãnh đạo của cách mạng dân chủ Mông Cổ.
Vào thời gian đó, Elbegdorj là một phóng viên của tờ báo quân đội Ulaan Od và khi ông quay trở lại làm việc sau đại hội, lời nhắn của chủ tịch Đại hội Nghệ sĩ Thanh niên về các "hành vi sai trái" của Elbegdorj tại đó đã đến được tòa soạn. Tổng biên tập cảnh cáo Elbegdorj rằng Elbegdorj sẽ bị sa thải nếu ông tham gia vào bất kỳ hoạt động khác ngoài công việc và vượt ra ngoài ý thức hệ cộng sản và xã hội chủ nghĩa. Bất chấp lời cảnh cáo, Elbegdorj và những người bạn của mình bắt đầu các cuộc tiếp xúc bí mật với những người trẻ tuổi khác tại phòng hội nghị của Đại học Quốc gia Mông Cổ và thảo luận về dân chủ, kinh tế thị trường tự do và họ biết gì về các chủ đề cấm kị cũng như bắt đầu phác thảo một kế hoạch về tổ chức một phong trào dân chủ. Họ tiếp xúc nhiều lần và mỗi lần lại có thêm những người ủng hộ mới gia nhập.
Vào ngày 10 tháng 12 năm 1989, cuộc tụ tập biểu tình ủng hộ dân chủ công khai lần đầu tiên đã diễn ra trước cửa Trung tâm Văn hóa Thanh niên tại Ulaanbaatar. Tại đây, Elbegdorj tuyên bố thành lập Liên minh Dân chủ Mông Cổ. Đến những tháng sau Elbegdorj và những người khác của tổ chức tiếp tục lãnh đạo các cuộc biểu tình, tập hợp, tuần hành phản đối và tuyệt thực, cũng như các cuộc đình công của giáo viên và công nhân. Các hành động này đầy tính mạo hiểm và có thể ảnh hưởng đến cuộc sống của những người cầm đầu khi đó. Họ phát triển lực lượng những người ủng hộ trong quần chúng, cả ở thủ đô và các vùng thôn quê và trở thành làn sóng lan rộng khắp đất nước.;

Sau nhiều cuộc tuần hành của hàng chục nghìn người dân tại thủ đô cũng như tại các tỉnh lị, cuối cùng Bộ Chính trị Đảng Nhân dân Cách mạng Mông Cổ - cơ quan quyền lực cao nhất đã thương lượng với các lãnh đạo của phong trào dân chủ. Vào tháng 2 năm 1990, Chủ tịch Bộ Chính trị Jambyn Batmönkh của Ủy ban Trung ương Đảng NDCM Mông Cổ đã giải thể Bộ Chính trị và từ chức vào ngày 9 tháng 3 năm 1990, mở đường cho một cuộc bầu cử đa đảng đầu tiên tại Mông Cổ. Elbegdorj tuyên bố điều này tới những người tuyệt thực và những người tụ tập tại quảng trường Sukhbaatar vào lúc 10 tối cùng ngày sau khi đạt được thỏa thuận giữa hai bên. Với vai trò là một thành viên trong Đại hội Nhân dân, Elbegdorj đã cùng phác thảo và thông qua hiến pháp mới của Mông Cổ vào ngày 13 tháng 1 năm 1992 theo đó bảo đảm nhân quyền và dân chủ. Sự kiện này đã biến Mông Cổ trở thành quốc gia dân chủ đầu tiên tại khu vực Trung Á.. Một trí thức quốc tế đã gọi Elbegdorj là "Thomas Jefferson của Mông Cổ.

## Hoạt động kinh doanh và truyền thông
Elbegdorj làm phóng viên tại báo quân đội Ulaan Od và là một lãnh đạo đơn vị nhà văn quân đội từ 1988 đến 1990. Khi giữ các vị trí này Elbegdorj đã viết nhiều bài vạch trần và phê bình công khai các điểm tàn bạo giữa các cá nhân trong quân đội Mông Cổ và viết các bài để đấu tranh cho sức khỏe và cuộc sống của những người lính.
Elbegdorj đã thành lập nên tờ báo tư nhân đầu tiên tại Mông Cổ "Ardchilal" (Dân chủ) và giữ vai trò Tổng biên tập vào năm 1990. Trong thời gian giữ vai trò tổng biên tập, Elbegdorj quảng bá các thông tin về giá trị cốt lõi của dân chủ đến người dân Mông Cổ và thông báo rằng mọi người Mông Cổ cần phải có tất cả các quyền và sự tự do được định rõ trong Tuyên ngôn Quốc tế Nhân quyền để thay đổi tư duy xã hội của người Mông Cổ.
Elbegdorj đã thành lập và trở thành người đứng đầu Hội Doanh nghiệp đầu tiên của Mông Cổ, tổ chức đã tư hữu hóa việc chăn nuôi gia súc từ các tổ chức tập thể xã hội chủ nghĩa vào năm 1991.
Elbegdorj đã giúp thành lập đài truyền hình độc lập đầu tiên của Mông Cổ Eagle TV năm 1994. Đài do Công ty Truyền thông Mông Cổ (MBC) vận hành (nay thuộc sở hữu của Công ty Truyền thông Đại bàng Quản lý), một liên doanh giữa tổ chức truyền giáo Cơ-đốc Hoa Kỳ AMONG Foundation và Tập đoàn Phát thành Truyền hình Mông Cổ (MMC).

## Sự nghiệp chính trị
Elbegdorj được bầu vào Nghị viên tới bốn lần, vào các năm 1990, 1992, 1996 và 2008. Ông liên quan đến việc biên soạn và thông qua hiến pháp mới của Mông Cổ, trong đó đưa đến nhân quyền, dân chủ và một nền kinh tế thị trường tự do cho đất nước. Ông đã hỗ trợ việc tư hữu hóa ngành chăn nuôi, tài sản nhà nước, và (không thành công) đất đai.
Trong khi làm Chủ tịch Ủy ban Nhà nước về Phục hồi, Elbegdorj đã bắt đầu thực hiện việc xin lỗi cấp quốc gia đối với các nạn nhân và gia đình của khoảng 36.000 người. Những người đã bị ngược đãi hay thảm sát tập thể trong thời kỳ cộng sản. Ông giữ vai trò người quyết định trong việc phê chuẩn các Luật Phục hồi, theo đó đưa ra sự phục hồi, đền bù cho những người còn sống sót và gia đình của các nạn nhân chính trị, phục hồi các hậu quả của các cuộc thanh trừng theo chủ nghĩa Stalin và ngăn cấm các vi phạm nhân quyền trong tương lai. Thêm vào đó, luật lập ra một Ngày Tưởng nhớ cho các Tù nhân Chính trị.
Elbegdorj, với vai trò là chủ tịch Đảng Dân chủ, đồng lãnh đạo của Liên hiệp Liên minh Dân chủ đã giành được chiến thắng lịch sử trong cuộc bầu cử Nghị viện năm 1996. Ông cũng là Lãnh đạo chính của Nghị viện từ năm 1996 tới 2000 và giữ vai trò Phó chủ tịch Nghị viện từ năm 1996 tới 1998.
Ông từng hai lần giữ chức Thủ tưởng Mông Cổ vào năm 1998 và 2004-2006.

### Nhiệm kì đầu trong vai trò thủ tướng
Năm 1998, một điều khoản trong Hiến pháp đã xóa bỏ việc ngăn cấm thành viên nghị viện giữ các vị trí trong chính phủ. Theo đó ngày 23 tháng 4 năm 1998, Nghị viện đã bầu (61-6) Elbegdorj giữ chức Thủ tướng. Trong nhiệm kì của mình, ông đã đi những bước quyết định trong việc giải quyết các vấn đề kinh tế, chính trị,cấu trúc và xã hội cấp bách của đất nước và kiên quyết tiếp tục chính sách đối ngoại mở cửa của mình. Một số hành động có thể kể đến như: Elbegdorj đã đồng khởi xướng Luật Tự do Báo chí và ông giữ vai trò quyết định trong việc thông qua luật vào năm 1998. Dựa trên luật này, các luật khác đã được thông qua kéo theo việc biến tất cả các nhật báo hàng ngày của nhà nước thành các tờ báo công cộng mà không có sự kiểm soát trực tiếp và kiểm duyệt từ phía chính quyền.
Thành tựu có ý nghĩa nhất của Elbegdorj trong nhiệm kỳ thủ tướng đầu tiên của ông là thu thuế và thiết lập thuế thu nhập. Nguồn thuế lớn nhất và cũng là nguồn thu đáng kể duy nhất cho ngân sách nhà nước vào thời điểm đó là Công ty Khai mỏ Erdenet chuyên về khai mỏ và chế biến quặng đồng – một công ty cổ phần do chính phủ Mông Cổ và Nga sở hữu. Công ty đã không trả thuế, thu nhập và tiền khai thác cho chính phủ Mông Cổ trong năm 1997-1998 và điều này đã dẫn đến việc chính phủ sụp đổ về tài chính.
Bởi điều này, Thủ tướng trước đó là Enkhsaikhan đã rời khỏi chức vụ trước sức ép của đảng đối lập, Đảng Nhân dân Cách mạng Mông Cổ. Sau khi trở thành thủ tướng, Elbegdorj đã ra lệnh kiểm toán Công ty khai mỏ Erdenet. Kết quả kiểm toán cho thấy lợi tức mà nhà nước phải được hưởng đã không được đưa vào ngân khố nhà nước, thay vào đó nó đã đi vào các tài khoản không minh bạch của các người quản lý của công ty. Vụ tham nhũng này được thể hiện chi tiết trong chuỗi phóng sự điều tra "Lừa đảo thế kỷ" trên truyền hình Đại Bàng. Elbegdorj đã sa thải chủ tịch công ty mỏ. Và từ đó, chính phủ lại tiếp tục nhận được thuế, tiến khai mỏ và thuế thu nhập của công ty mỏ Erdenet.
Thêm vào đó, với sự khuyến nghị của các thể chế tài chính quốc tế như Quỹ Tiền tệ Quốc tế và Ngân hàng Thế giới - các nhà tài trợ cho Mông Cổ, và khoản cho vay với lãi suất chiết khấu của Ngân hàng Phát triển châu Á, Elbegdorj đã quyết định bán Ngân hàng Tái thiết thuộc sở hữu nhà nước mà trước đó đã trở nên mất thanh khoản và gặp phải thua lỗ khổng lồ, gánh nặng tài chính lớn nhất cho kinh tế đất nước từ khi nó được thành lập vào năm 1997. Vào lúc đó, Ngân hàng Golomt là một trong số ít các ngân hàng thương mại tư nhân tại Mông Cổ và đây là ngân hàng duy nhất trả giá cho Ngân hàng Tái thiết.
Để đáp lại việc này và việc thay đổi chủ tịch công ty khai mỏ Erdenet, nhóm thiểu số trong Nghị viện đã yêu cầu Elbegdorj từ chức và kết quả là Elbegdorj đã thất bại trong cuộc bỏ phiếu bất tín nhiệm tại Nghị viện. Nghị viện đã ngăn cản chính phủ của Elbegdorj bán ngân hàng. Tuy nhiên ngân hàng đã vỡ nợ không lâu sau nhiệm kỳ đầu làm thủ tướng của Elbegdorj và sự phá sản này đã khiến chính phủ phải chịu sự tổn thất nặng nề về tài chính.
Ông giữ chức vụ cho đến ngày 9 tháng 12, bởi có sự bất đồng tại Nghị viện về việc bổ nhiệm người vào vị trí thủ tướng mới, cũng như việc tổng thống phủ quyết đề xuất của Đảng Dân chủ chiếm đa số. Cuối cùng, vào tháng 12 Tổng thống đã đồng ý đề xuất của Nghị viện đối với việc Janlavyn Narantsatsralt, nguyên Thị trưởng Ulaanbaatar giữ vai trò thủ tướng.

### Nhiệm kỳ thủ tướng thứ hai

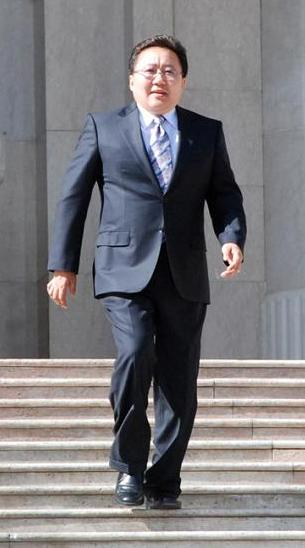
Elbegdorj đi xuống từ đài kỉ niệm Thành Cát Tư Hãn để chào người dân Mông Cổ sau chiến thắng trong cuộc bầu cử tổng thống, 25 tháng 5 năm 2009.

Vào ngày 20 tháng 8 năm 2004, Elbegdorj lần thứ hai được bổ nhiệm giữ chức Thủ tướng Mông Cổ, mặc dù khi đó ông không phải là thành viên của Nghị viện. Vào thời điểm này ông là người đứng đầu chính phủ đại liên minh sau cuộc bầu cử Nghị viện với kết quả là số ghế cân bằng giữa hai lực lượng chính trị chính là - Liên minh Dân chủ và Đảng Nhân dân Cách mạng Mông Cổ.
Trong nhiệm kì thủ tướng thứ hai của mình, Elbegdorj đã tuyên bố chiến đấu chống lại tham nhũng và nghèo đói, mà ông xem như những thách thức lớn nhất đối với việc phát triển kinh tế Mông Cổ.
Bên cạnh đó Elbegdorj đã khởi xướng một dự án môi trường "Bức tường Xanh" để phát triển cây xanh tại các khu vực cằn cỗi và vùng sa mạc để ngăn chặn các cơn bão bụi từ Mông Cổ bay sang các nước lân cận và làm giảm ô nhiễm không khí.
Trong nhiệm kì của ông, vào ngày 27 tháng 1 năm 2005, Đài Phát thanh và Truyền hình Nhà nước Quốc gia đã hình thức chuyển đổi thành các tổ chức độc lập với sự kiểm soát ngày càng nhỏ hơn của chính phủ. Cũng như vậy, điều khoản pháp lý về việc ngăn cấm biểu tình tại quảng trường Sükhbaatar ở trung tâm thủ đô Ulaanbaatar đã bị hủy bỏ. Ông đã trợ cấp và hỗ trợ các trường học kĩ thuật và chuyên nghiệp khác để giảm bớt nạn thất nghiệp. Để thúc đẩy việc sử dụng máy tính và mạng Internet, ông đã thành lập Cơ quan Thông tin và Truyền thông chịu sự quản lý của chính phủ. Ông cũng đã cố gắng củng cố các doanh nghiệp trong nước bằng việc giảm các chi phí hành chính, loại bỏ các quy định phi lý, nhiều thủ tục, và tăng thuế nhập khẩu với các mặt hàng sản xuất chủ chốt.
 Với sự kiên quyết của chính quyền do ông lãnh đạo, tiếng Anh đã thay thế tiếng Nga trở thành ngoại ngữ thứ nhất được dạy trong các trường công.
Elbegdorj đã khởi đầu việc xây dựng công trình kỉ niệm phức hợp Thành Cát Tư Hãn trước cửa tòa nhà chính phủ Mông Cổ. Ông cũng đề nghị di chuyển thủ đô Mông Cổ tới Kharhorin, một đô thị nhỏ cách 400 km về phía tây của Ulaanbaatar, tức địa điểm kinh đô trước đây (trước những năm 1260) của Đế quốc Mông Cổ.
Tháng 8 năm 2005, Elbegdorj đã bày tỏ việc mong muốn chạy đua trong cuộc bầu cử phụ tại quận Bayangol của Ulaanbaatar. Tuy nhiên, Đảng NDCM đã đe dọa sẽ rời bỏ liên minh nếu Elbegdorj chạy đua với ứng cử viên của họ là M. Ekhbold, và kết quả là Elbegdorj đã rút lui. Vào ngày 13 tháng 1 năm 2006, Đảng Nhân dân Cách mạng Mông Cổ đã rời bỏ liên minh, và Elbegdorj bắt buộc phải từ chức. Đảng NDCM tiến đến thành lập một chính phủ mới với sự trợ giúp của những nghị viên li khai khỏi Đảng Dân chủ và các nghị viên độc lập, thủ tướng mới là M. Enkhbold.

#### Quan hệ quốc tế

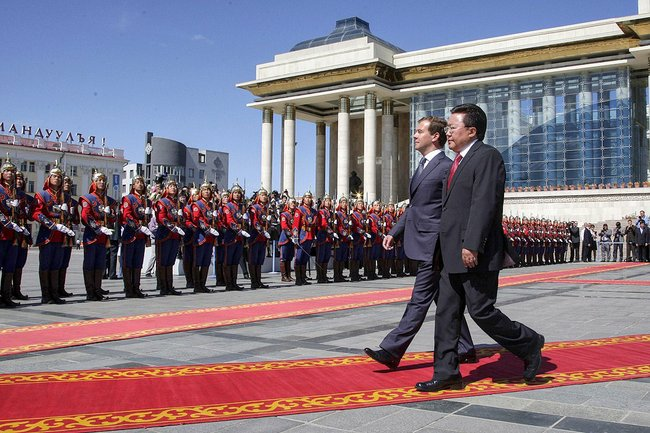
Elbegdorj và Tổng thống Nga Dmitry Medvedev tại Ulaanbaatar trong chuyến thăm cấp nhà nước tới Mông Cổ vào ngày 25 tháng 8 năm 2009.

Trong nhiệm kì Elbegdorj giữa chức thủ tướng, George W. Bush đã trở thành vị Tổng thống Mỹ đương nhiệm đầu tiên đến thăm Mông Cổ. Ông viếng thăm Mông Cổ nhằm ghi nhận các đóng góp của Mông Cổ trong các hoạt động do Hoa Kỳ lãnh đạo tại Iraq.
Cũng trong nhiệm kì của Elbegdorj, Mông Cổ đã đồng ý gia nhập hệ thống Ưu tiên Phổ cập của Liên minh châu Âu  điều này cho phép các ông ty xuất khẩu của Mông Cổ phải trả ít thuế nhập khẩu hơn khi xuất khẩu sang EU.

### Bầu cử 2008 và náo động chính trị
Sau khi đảng của ông thất bại trong cuộc bầu cử nghị viện vào ngày 29 tháng 6 năm 2008, Elbegdorj trong vai trò là chủ tịch đảng Dân chủ là một trong những người kêu gọi biểu tình mạnh mẽ nhất chống lại điều mà ông cho là sai luật. Tuy vậy các nhà quan sát quốc tế đã ghị nhận cuộc bầu cử này hầu hết là tự do và công bằng. Đảng Nhân dân Cách mạng Mông Cổ và một số phương tiện truyền thông buộc tội ông xúi giục cuộc nổi loạn vào ngày 1 tháng 7 năm 2008, trong đó trụ sở của Đảng NDCM Mông Cổ đã bị đốt còn Cung Văn hóa Trung ương đã bị hư hại và cướp phá, một cáo buộc mà Elbegdorj đã phủ nhận. Thay vào đó, ông cáo buộc Đảng NDCM Mông Cổ đã gây ra cái chết của năm người trong các cuộc bạo loạn ). Trong một cuộc phỏng vấn vào ngày 3 tháng 7, Elbegdorj đã tuyên bố rằng sự không hoạt động của Đảng NDCM Mông Cổ đã khuyến khích những người bạo loạn và rằng Đảng NDCM Mông Cổ đã sử dụng phương cách độc tài.
Vào ngày 2 tháng 9 năm 2008, Elbegdorj đã từ chức người đứng đầu Đảng Dân chủ sau thất bại của đảng trong cuộc bầu cử 2008. N. Altankhuyag được chọn trở thành người đứng đầu của đảng, và đảng Dân chủ sau đó đã gia nhập chính phủ liên minh với Đảng NDCM Mông Cổ. Vào ngày 12 tháng 9, Elbegdorj trở thành đại biểu duy nhất trong Nghị viện đã bỏ phiếu chống lại việc S. Bayar trở thành thủ tướng mới của Mông Cổ.

### Bầu cử tổng thống 2009

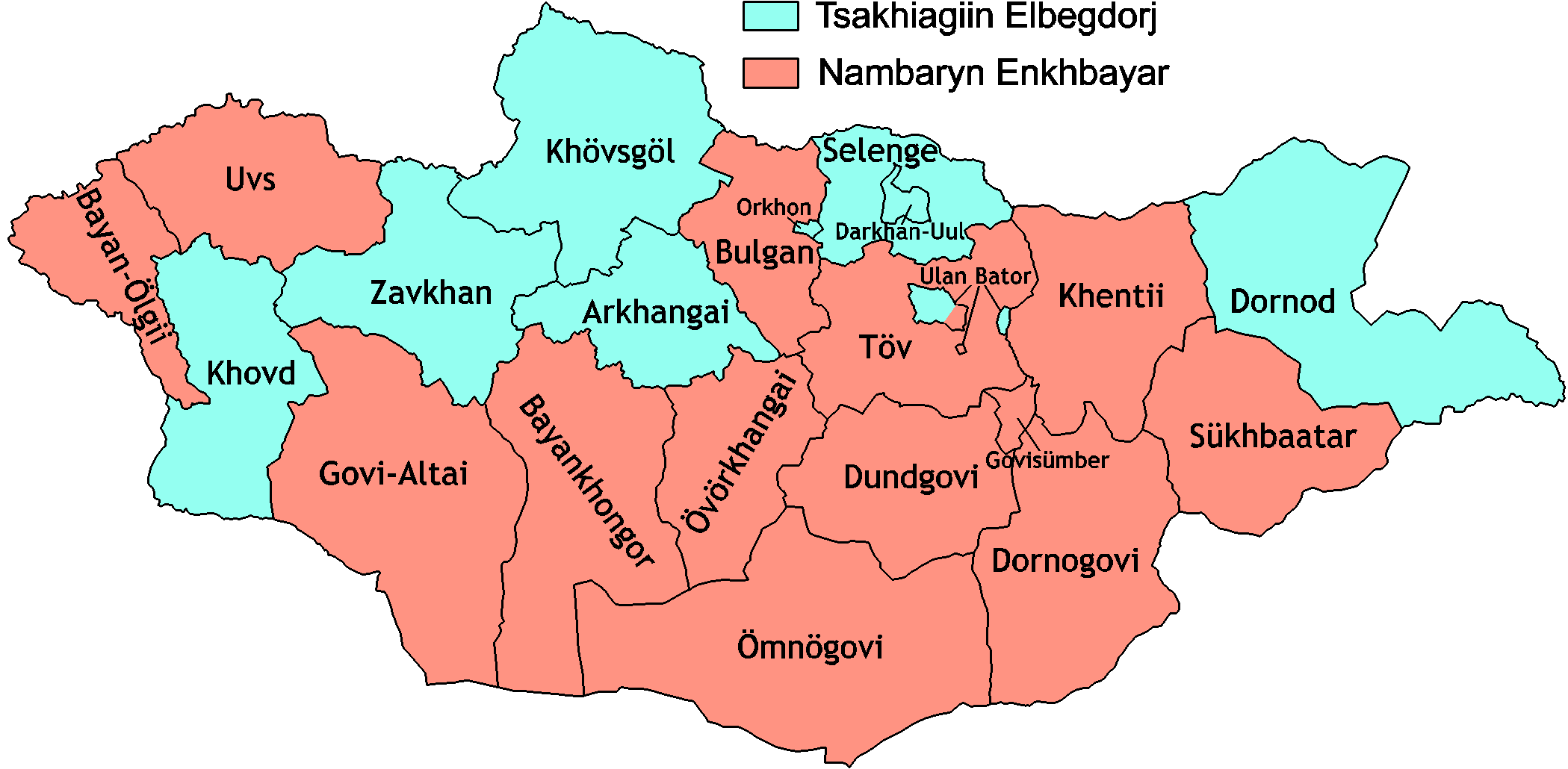
Kết quả bầu cử sơ bộ
Các khu vực màu xanh: Elbegdorj
Các khu vực màu đỏ: Enkhbayar

Tại hội nghị của Đảng Dân chủ vào ngày 3 tháng 4 năm 2009, Elbegdorj đã được lựa chọn để trở thành ứng cử viên tổng thống của đảng. Ông nhận được 63,5% số phiếu, đánh bại Erdeniin Bat-Üül. Sau khi Elbegdorj tuyên bố ứng cử, Đảng Ý chí Công dân và Đảng Xanh Mông Cổ đã cam kết sự ủng hộ của họ dành cho ông.
 Elbegdorj thắng cử với 51,21% số phiếu trong khi đối thủ là Enkhbayar giành được 47,41% số phiếu, trong đó hầu hết là tại các vùng nông thôn.

### Tổng thống

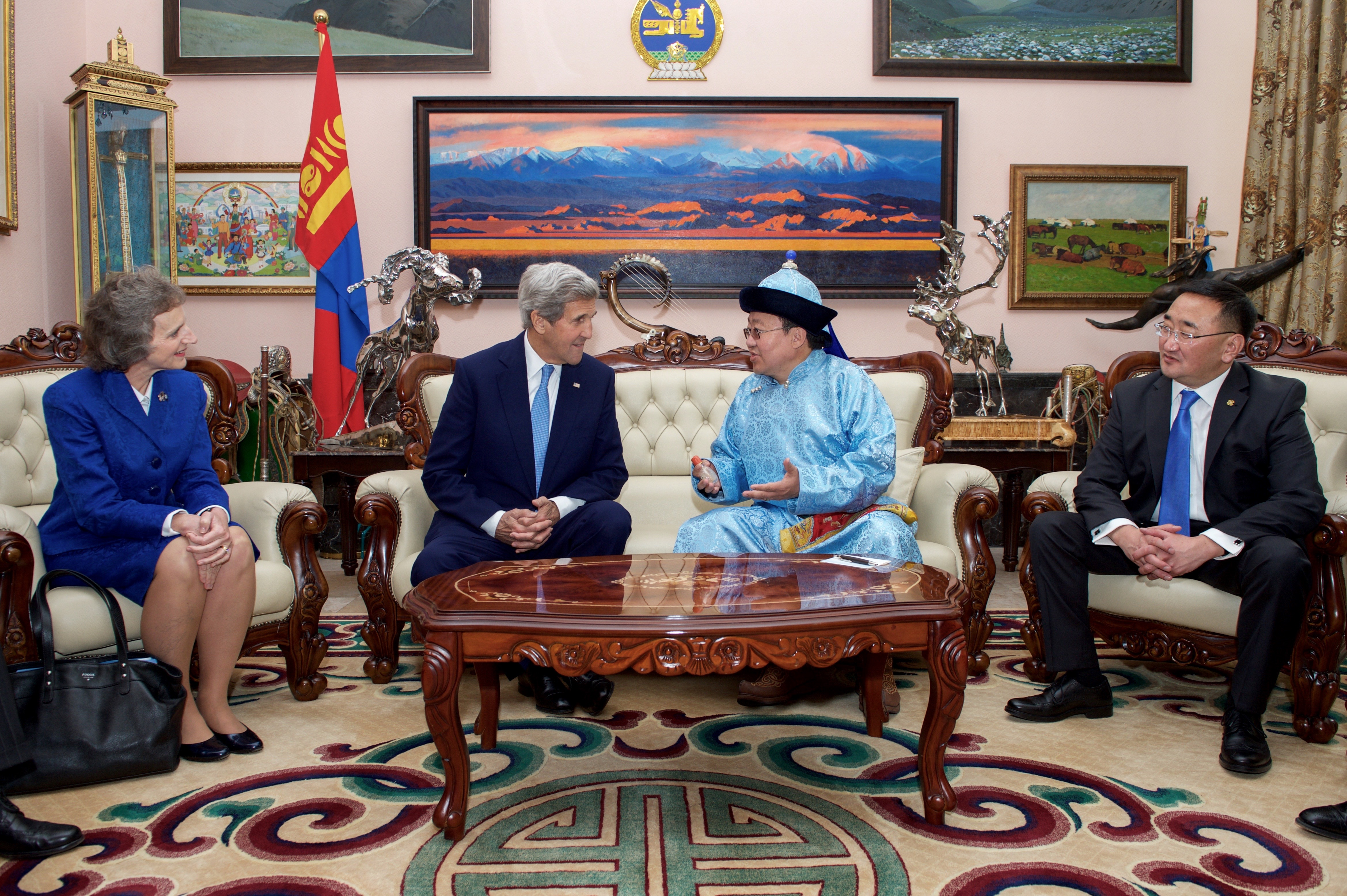
Elbegdorj trong quốc phục Mông Cổ với Ngoại trưởng Hoa Kỳ Kerry, tháng 6 năm 2016

Không lâu sau khi nhậm chức, ông đã bắt đầu cho thi hành Luật Ân xá, chủ yếu liên quan đến việc trả tự do cho 300 tù nhân bị kết án sau ngày nổi loạn 1 tháng 7 năm 2008. Cuối năm 2009, Tổng thống đã phủ quyết dự luật ngân sách quốc gia trong đó cấp một tỉ tugrik cho mỗi thành viên nghị viện (tổng cộng là 76.000.000.000) để đầu tư cho các khu vực bầu cử của họ.
Vào ngày 14 tháng 1 năm 2010, Elbegdorj đã tuyên bố ông, từ nay về sau, sẽ sử dụng có hệ thống đặc quyền của mình to để tha cho tất cả mọi người bị kết án tử hình. Ông phát biểu rằng hầu hết quốc gia trên thế giới đã bỏ án tử hình, và rằng Mông Cổ cần đi theo tấm gương của họ; ông đề nghị rằng có thể thay thế án tử hình bằng hình phạt 30 năm tù. Quyết định này còn gây tranh cãi và khi Elbegdorj tuyên bố điều trên tại Đại Khural Quốc gia (tức Nghị viện), các đại diện của đảng NDCM Mông Cổ  đã không vỗ tay như thông thường sau mỗi bài phát biểu của tổng thống.